# Sun Minghui (cestista)
Sun Minghui (孙明辉S, Sūn MínghuīP; Jilin, 26 aprile 1996) è un cestista cinese.